# Лісогірка (Хмельницький район)
Лісогірка — село в Україні, у Городоцькій міській територіальній громаді Хмельницького району Хмельницької області.

## Назва
Стара назва поселення «Гиршанувка (Людвиполь)». З 1947 року село отримало назву Лісогірка. Сама назва  села складається з двох слів «ліс» і «гірка». Це говорить про те, що тут горбистий рельєф місцевості.

## Географія
Транспортне сполучення — залізничне (до Хмельницького, Києва), маршрутні таксі (до Городка).

### Відстань
- до районного центру:
  - залізницею — 71 км
  - автомобільними шляхами — 57 км

### Територія
2355,9 га, зокрема:
- земель державної власності — 1301,39 га
- земель комунальної власності — 161,81 га
- земель приватної власності — 892,7 га

## Історія
Перша письмова згадка про Лісогірку в історичних джерелах належить до 1392 року, коли литовський князь Федір Коріатович передав село польському шляхтичу Бедриху.
В кінці ХV століття поселення отримало назву «Людвіполь» – на честь Людмили та Віполя. Село Людвіполь належало до Городка.
7 (20) листопада 1917 року, відповідно до Третього Універсалу Української Центральної Ради, увійшло до складу Української Народної Республіки.
З 1991 року село в складі незалежної України.
В 1997 році в селі Лісогірка збудовано та відкрито православну церкву Архістратига Михаїла.   
10 серпня 2017 року шляхом об'єднання сільських рад, село увійшло до складу Городоцької міської громади. Об'єднання в громаду має створити умови для формування ефективної і відповідальної місцевої влади, яка зможе забезпечити комфортне та безпечне середовище для проживання людей.
12 червня 2020 року, відповідно до розпорядження Кабінету Міністрів України № 727-р «Про визначення адміністративних центрів та затвердження територій територіальних громад Хмельницької області», увійшло до складу Городоцької міської громади.
19 липня 2020 року, в результаті адміністративно-територіальної реформи та ліквідації Городоцького району, увійшло до складу новоутвореного Хмельницького району.

## Інфраструктура
У селі є середня загальноосвітня школа, дитячий садок, продовольчий магазин.

## Населення
|                                   | На 01.01.2006 р | На 01.12.2006 р |
| --------------------------------- | --------------- | --------------- |
| Всього, чол:                      | 806             | 792             |
| в тому числі дітей шкільного віку | 92              | 86              |
| дітей дошкільного віку            | 48              | 52              |
| громадян пенсійного віку          | 348             | 342             |
| кількість дворів                  | 304             | 305             |

### Мова
Розподіл населення за рідною мовою за даними перепису 2001 року:
| Мова            | Кількість | Відсоток |
| --------------- | --------- | -------- |
| українська      | 847       | 99.65%   |
| російська       | 1         | 0.12%    |
| інші/не вказали | 2         | 0.23%    |
| Усього          | 850       | 100%     |

## Символіка
Затверджена 19 жовтня 2017 р. рішенням № 2/16-2017 XVI сесії сільської ради. Автор — П. Б. Войталюк.

### Герб
Щит поділений срібним перекинутим вилоподібним хрестом. В червоному щитку Архистратиг Михаїл із золотим полум'яним мечем, срібним щитом із золотим хрестом, у срібних обладунках, золотих чоботях, із золотим німбом. В першій лазуровій частині золоте сонце з шістнадцятьма променями, у другій лазуровій золотий півмісяць в балку ріжками догори, супроводжуваний угорі золотою шестипроменевою зіркою, у нижній зеленій частині три срібних гори, середня вища. Щит вписаний у декоративний картуш і увінчаний золотою сільською короною. Внизу картуша напис «ЛІСОГІРКА».
Вилоподібний хрест означає злиття річок Смотрич і Тростянка, Архистратиг Михаїл — символ сільського храму, сонце — символ Поділля.

### Прапор
Квадратне полотнище поділене білим перекинутим вилоподібним хрестом на верхні сині і нижню зелену частини. На вертикальному рамені червоний полум'яний меч вістрям догори. Ширина рамен 1/5 від ширини прапора. Полум'яний меч — символ Архистратига Михаїла.

## Відомі люди
- Задорожна Людмила Михайлівна (* 1948) — український літературознавець, перекладач, доктор філологічних наук.
- Лаба Віктор Володимирович (1975 - 2023) - сержант Збройних сил України, учасник російсько-української війни.
- Раднюк Олександр Петрович (1971 - 2023) - сержант Збройних сил України, учасник російсько-української війни.
- Чайка Дмитро Володимирович (1973 -2025) - військовослужбовець Збройних сил України, учасник російсько-української війни.
- Шатурський Валерій Георгійович (1974—2019) — молодший сержант Збройних сил України, учасник російсько-української війни.